# Стекольная промышленность Украины
Стекольная промышленность — одна из базовых отраслей экономики Украины, которая играет важную роль в формировании макроэкономических показателей отдельных регионов и государства.

## История
Первый период расцвета стекольной промышленности в Украине приходится на ХІ — XII века, когда производство стекла, в частности, стеклянных украшений приобрело массовый характер и развивалось в крупнейших торговых центрах такие как: Киев, Чернигов, Любеч, Галич.
В XIV—XVI веках на смену ремесленным мастерским приходят первые мануфактурные предприятия — Гуты. Самые первые Гуты появляются в Белжском, Городецком, Любачевском староствах на западно-украинских землях.
В конце XIX века появились крупные стекольные заводы на Донбассе, которые работали на минеральном топливе. По состоянию на 1913 год на Донбассе изготавливалось 2/3 продукции украинского стекла. Перед началом Первой Мировой войны на Донбассе было 10 стекольных заводов.
После упадка во время украинской революции стекольная промышленность начала возрождаться в 1920-х годах. В 1928—1929 годах, на территории Правобережной Украины действовали 14 стекольных заводов.
Во время Второй мировой войны стекольная промышленность снова пришла в упадок, но постепенно восстановилась и модернизировалась. Доля УССР в общесоюзной продукции стекольной промышленности составляла в 1970 году — 22,0 %, в 1974 — 25,8 %. В начале 70 — х годов в УССР насчитывалось около 60 предприятий стекольной промышленности, в том числе 6 заводов по производству листового и технического стекла, 14 — сортовой посуды, 8 — бутылок, 6 — тарного стекла, 9-зеркал. Стекольная промышленность была сосредоточена прежде всего на Донбассе (здесь производилось 95 % продукции оконного стекла).
После обретения Украиной независимости и с переходом к рыночной экономике производство всех видов стекла в Украине сократилось.
В Киевской области в 2019 году планируется строительство крупнейшего в Европе завода по производству стекла мощностью 600 тонн в сутки, в который будет инвестировано более 300 млн евро. Завод будут возводить за средства американских инвестиций. Руководителем проекта назначили президента Группы компаний «Агромата» Александра Моляку. Отмечается, что сооружение предприятия продлится около двух лет.
В марте 2019 года Черниговский областной совет предоставил разрешение на пользованием месторождением кварцевых песков «вершины» обществу с ограниченной ответственностью «Сэнд Индастри» с целью построения завода по производству листового стекла. По состоянию на первый квартал 2019 года в Украине отсутствует производство листового стекла, поэтому его приходится импортировать.
Проект реализуют компания «Стюарт Инжиниринг» (США) и швейцарский фонд P-Build Holding AG, а объём инвестиций составляет 250 млн долларов США.
Предприятие построят в городе Городня на территории бывшего аэродрома. Мощность предприятия составит 600 тонн стекла в сутки. На заводе будут изготавливать листовое стекло и стеклопакеты, а также рассматривается возможность производства автомобильного стекла для ведущих европейских автопроизводителей.
Численность персонала на заводе составит 250 человек, и ещё 100 на добыче песка. Часть специалистов пройдет стажировку в Европе и США. Предприятие планируется построить за 3 года.

## Отрасли
- Производство листового стекла, включая армированное, окрашенное, окрашенное и т. д;
- Формирование и обработка листового стекла (производство листового закаленного и многослойного стекла, производство стеклянных зеркал, производство стеклопакетов);
- Производство стекловолокна (производство стекловолокна, в том числе стекловаты, нетканых материалов из него, производство тканей из стекловолокна, производство волоконно-оптического кабеля для передачи кодированных данных);
- Производство лабораторных, гигиенических, фармацевтических стеклянных изделий;
- Производство оптического стекла и оптических элементов без оптической обработки, деталей для бижутерии, электроизоляторов и стеклянной изоляционной арматуры, стеклянных блоков для мостовой, стеклянных трубок и стержней, колб для ламп и т. д.;
- Монтаж, ремонт и формирование стеклянных труб, трубок и трубопроводов на промышленных предприятиях;
- Производство медицинских инструментов;
- Производство оптически обработанных элементов;
- Производство игрушек из стекла.